# Рајнау
Рајнау (њем. Rainau) општина је у њемачкој савезној држави Баден-Виртемберг. Једно је од 42 општинска средишта округа Осталб. Према процјени из 2010. у општини је живјело 3.281 становника. Посједује регионалну шифру (AGS) 8136089.

## Географски и демографски подаци
Рајнау се налази у савезној држави Баден-Виртемберг у округу Осталб. Општина се налази на надморској висини од 462 метра. Површина општине износи 25,4 km². У самом мјесту је, према процјени из 2010. године, живјело 3.281 становника. Просјечна густина становништва износи 129 становника/km².